# Siège de Perpignan (1473)
Pour les articles homonymes, voir Siège de Perpignan.
Le siège de Perpignan oppose les troupes de la couronne d'Aragon de Jean II d'Aragon à celles du royaume de France de Philippe II de Savoie.

## Contexte
Lors de la guerre civile catalane (1462-1472) qui oppose le roi Jean II d'Aragon signe le traité de Bayonne par lequel il cède temporairement,  au Roi de France Louis XI, ses droits sur les comtés de Roussillon et de Cerdagne, en échange d'une aide militaire d'une valeur de 200 000 écus. 
Bernard d'Oms est alors nommé sénéchal, gouverneur et capitaine général des comtés du Roussillon et de Cerdagne, tandis que Jean de Foix est nommée nouveau lieutenant. 

## Le siège
La révolte contre la nouvelle administration française prend de l'ampleur à partir d'avril 1472. Le 1er février 1473, Jean le Grand, à la tête d'une armée, entre à Perpignan et la ferme, tandis que la garnison française se retira au palais des Rois de Majorque.
Une nouvelle armée envoyée par Louis XI, de 20 000 hommes commandés par Philippe II de Savoie assiégea la ville, où se trouvait le roi Jean, d'avril à juin 1473. Le 24 juin, une trêve fut signée et, peu de temps après, le traité de Perpignan, qui neutralisa provisoirement les deux comtés de Roussillon et de Cerdagne.